# Odie

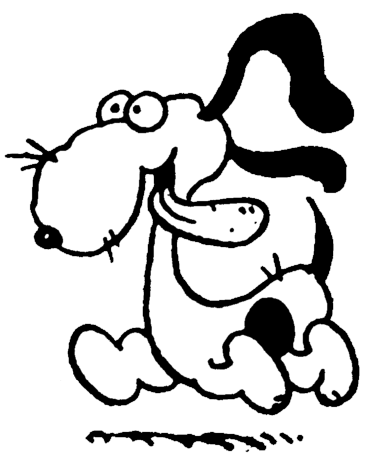
raná verze Odieho

Odie je komiksová postava (pes), vyskytující se ve stripech o kocouru Garfieldovi, které kreslí Jim Davis. Jedná se o nemyslící postavu, která často bývá terčem Garfieldových žertíků. Na rozdíl od něj nemluví, i když je z řady stripů zřejmé, že mu rozumí. Poprvé se v komiksu objevil 8. srpna 1978, kdy do domu zavítal ve společnosti svého majitele Lymana. Ten později ze stripů zmizel a Odie se stal majetkem Jona Arbuckla.